# 朝日のあたる家 (映画)
『朝日のあたる家』（あさひのあたるいえ、英題：The House of Rising Sun）は、2013年の日本の映画。

## 概要
原子力発電所で発生した原子力事故を通して家族の絆を描くドラマ映画である。2013年9月より全国順次公開されたが、それに先行して2013年5月にロサンゼルスのジャパンフィルムフィスティバルで上映されたほか、同年6月に本作のロケ地である湖西市で完成披露上映会が行われ、2日間で3000人の動員を達成した。
完成披露上映会後に参議院議員に当選した山本太郎は、「実生活で原発へのアクションをしているので、作品などで表現する必要はないと思っていた」が、本作については、「脚本を読んで、テレビ、新聞などのマスコミ、メディアのスポンサーへの気遣い偏向報道で事実を知ることができていない人たちも、もしかしたらこの作品を通して原発事故の悲惨さが疑似体験できるのではないか」と思い、初めて原発を扱った映画に出演。ロケ地である湖西市での完成披露上映会では、「一刻も早く、静岡の皆さんに観ていただいて、その他の地域の皆さんに観てもらえて、同じことを繰り返してはいけないよという共通の認識になればいいなと思います」と語った。

## キャスト
- 父・平田俊夫 - 並樹史朗
- 母・平田良江 - 斉藤とも子
- 長女・平田あかね - 平沢いずみ
- 次女・平田舞 - 橋本わかな
- 健二 - いしだ壱成
- 紗香 - 大道彩香
- 光太郎 - 山本太郎
- 珠子 - 廣住沙紀
- ブルースのおばちゃん - 岡本プク
- その他 - 泊帝、倉田奈純、杉山ひかり、佐藤慎吾、花ヶ前浩一、庄司正樹、杉山久美子、松野彩瑛子、荒木秀行、北原雅樹、岡村洋一、藤波心、金守珍

## スタッフ
- 監督・原作・脚本・編集・プロデューサー：太田隆文
- 撮影：三本木久城、今村互
- 照明：左納康弘
- 録音：平島保
- 美術：竹内悦子
- 衣裳：村島恵子、三上由希子
- メイク：宇土圭史、いしいのり子
- 音楽：遠藤浩二
- キャスティング：小林良二
- 助監督：富澤昭文
- スチール：西郷雅好、小野田武
- 監修：佐藤大
- 制作：青空映画舎
- 配給：渋谷プロダクション
- 製作：「朝日のあたる家」を支援する会